# 방사성동위원소 열전기 발전기

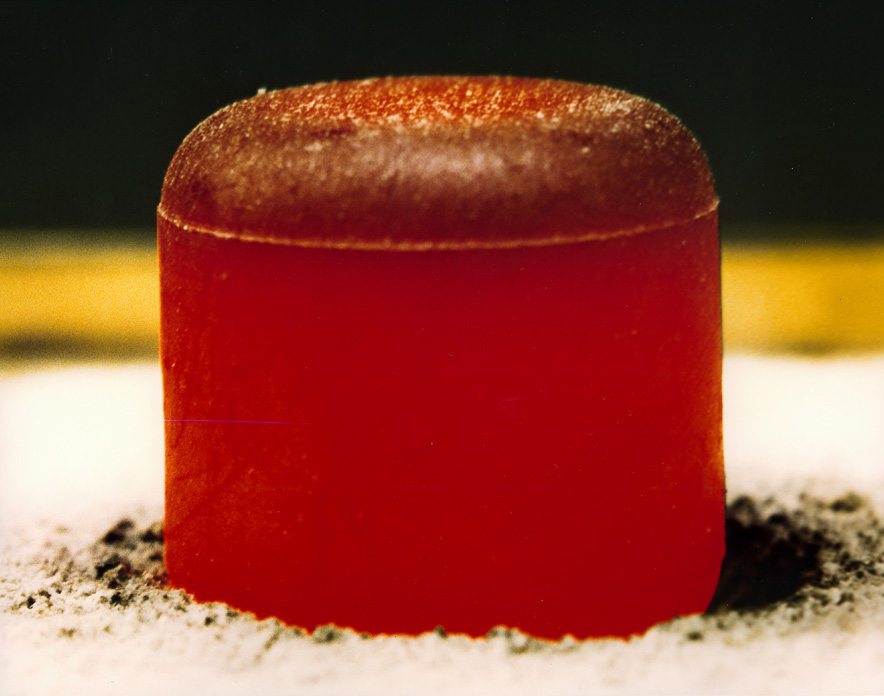
카시니호, 갈릴레이호 RTG에 사용된 산화플루토늄(238)의 펠렛, 62와트의 출력을 낸다.

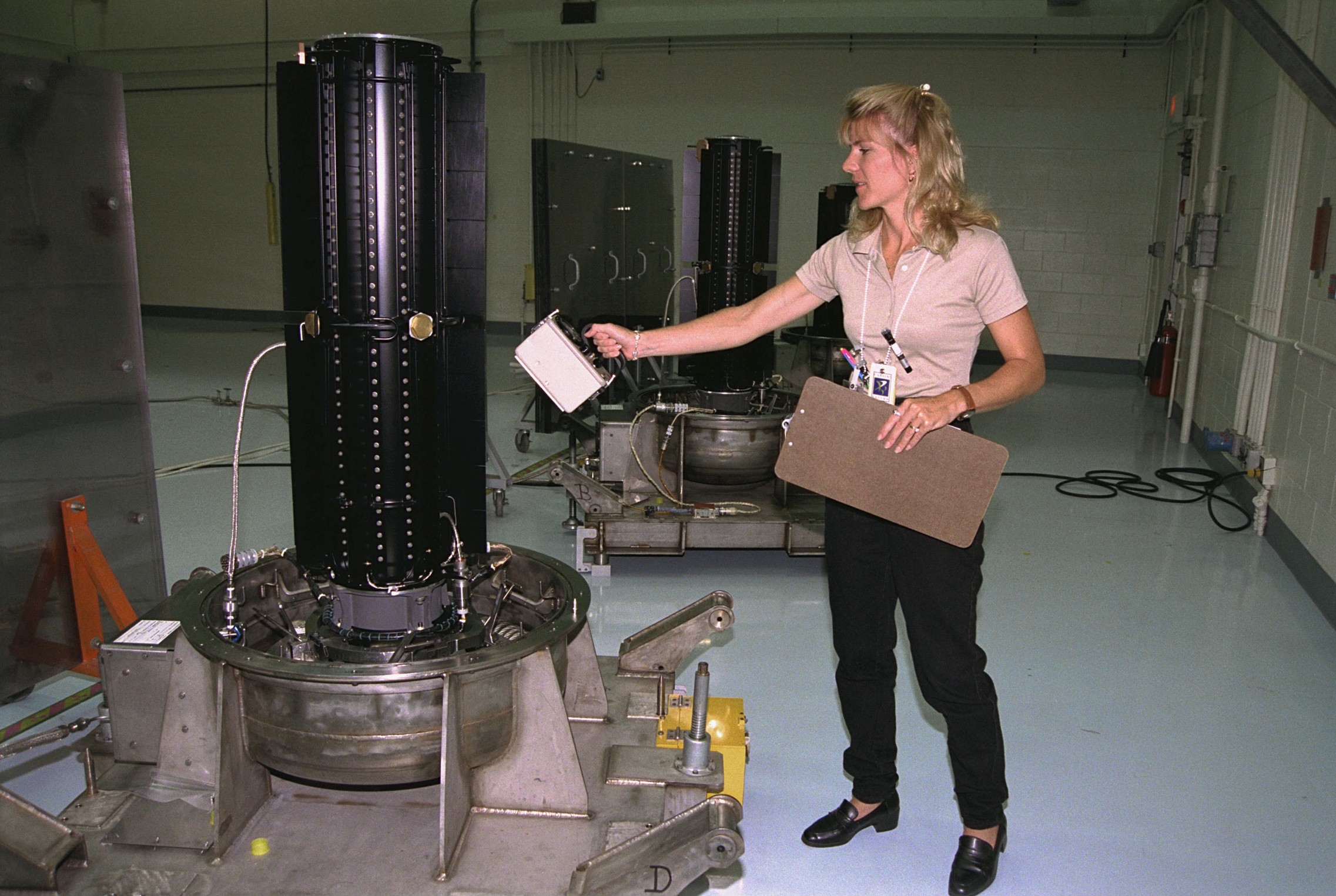
발사 전에 카시니-하위헌스 호 RTG를 조사하는 모습

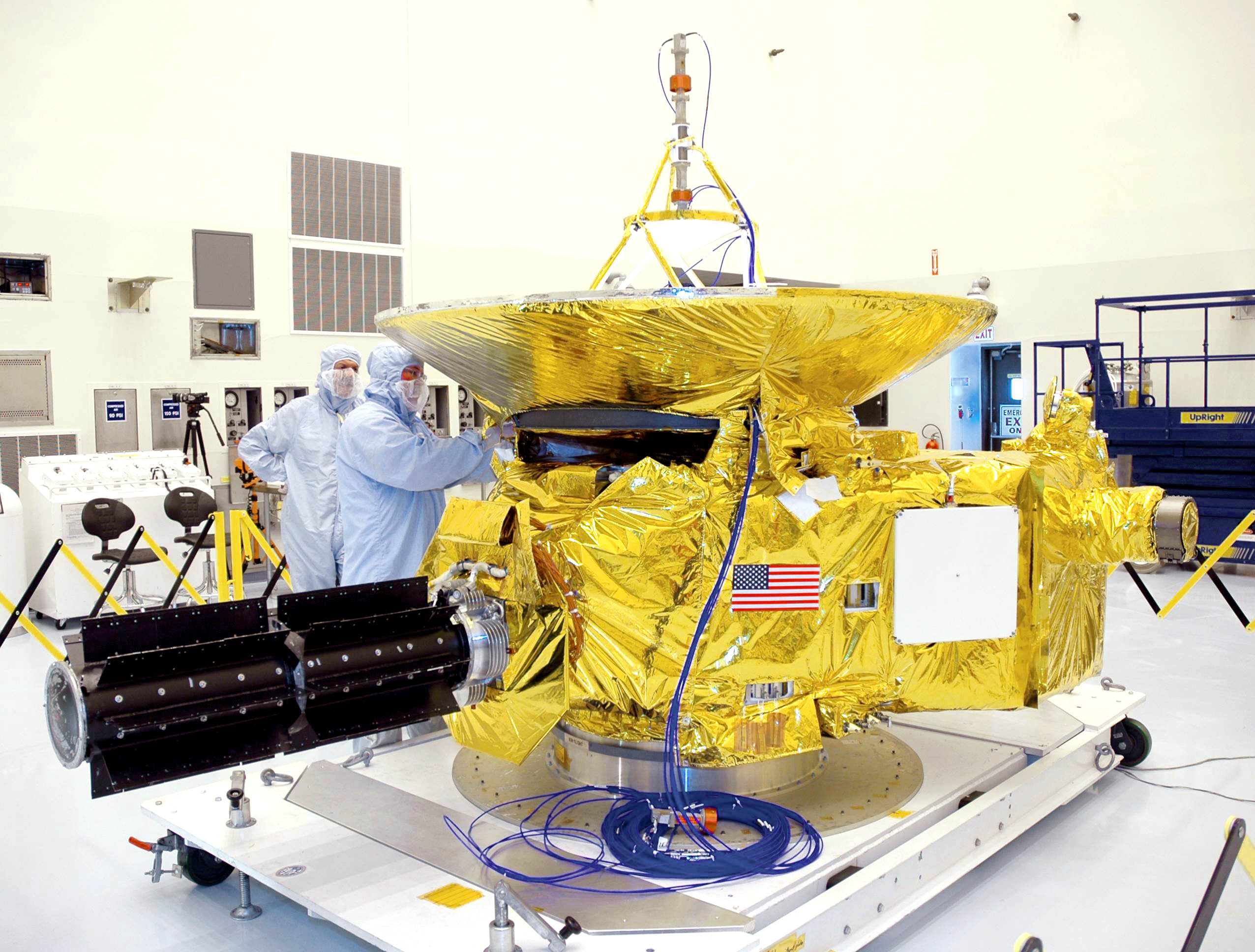
뉴 허라이즌스 호

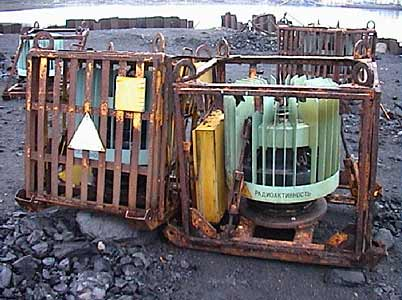
손상되고 허물어져가는 소련의 스트론튬 90 RTG

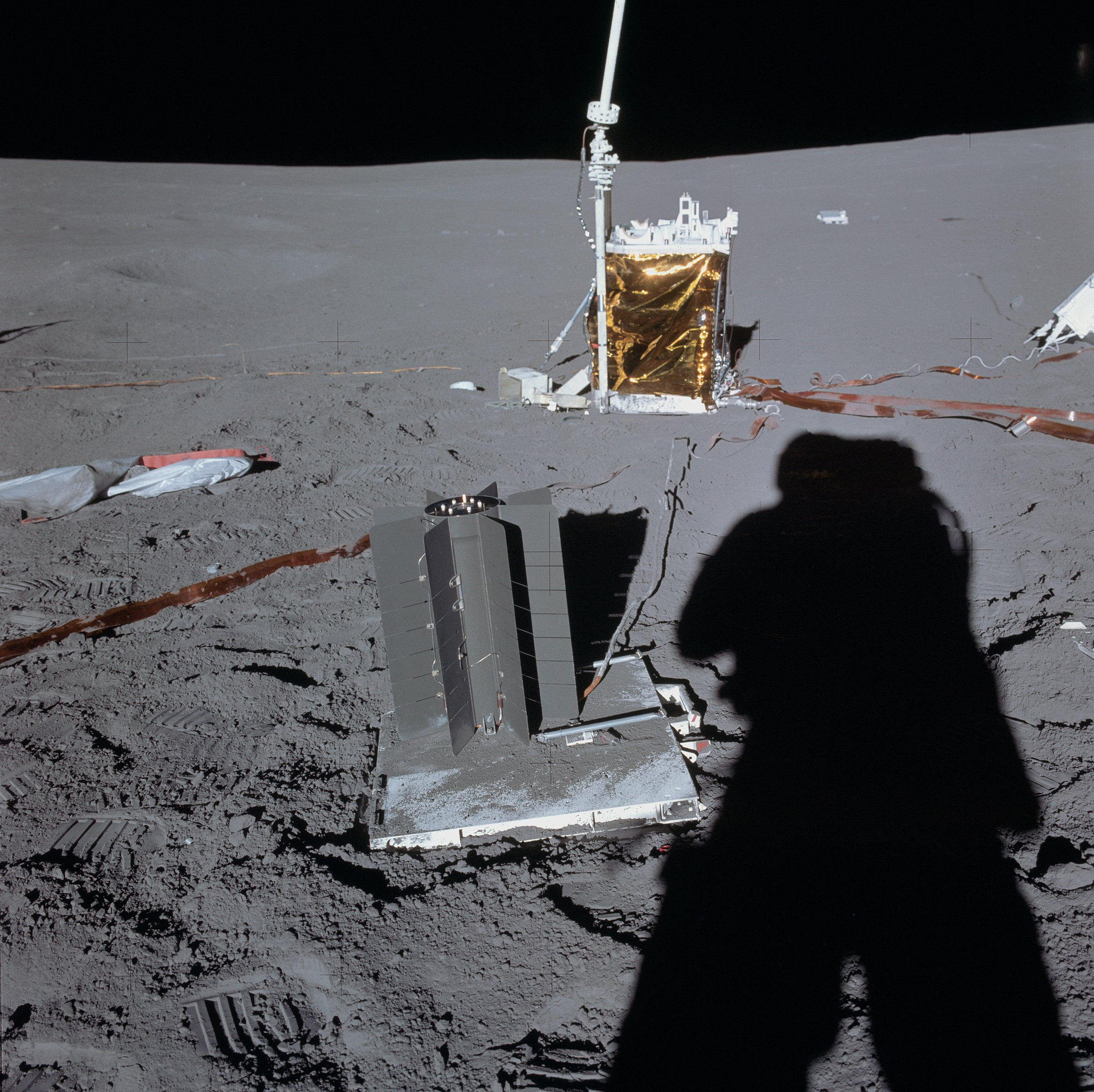
아폴로 14호의 SNAP-27 RTG

방사성동위원소 열전기 발전기(radioisotope thermoelectric generator, RTG)는 방사성 붕괴열을 이용하는 발전기로, 원자력 전지중 한 부류이다. 방사성동위원소 열전자 발전기는 방사능 원소가 붕괴될 때 발생하는 열을 제베크 효과를 이용해 전기로 바꾼다. RTG는 축전지중 하나로 고려될 수 있으며, 현재 인공위성, 우주 탐사선, 그리고 무인 시설에 전력을 공급하고 있다. RTG는 보통 태양전지를 못 쓰는 곳이나, 무인 혹은 몇백와트의 전기가 필요한 곳에서 연료전지나 축전지 그리고 발전기보다 더 경제적으로 전기를 공급할 수 있다.

## 디자인

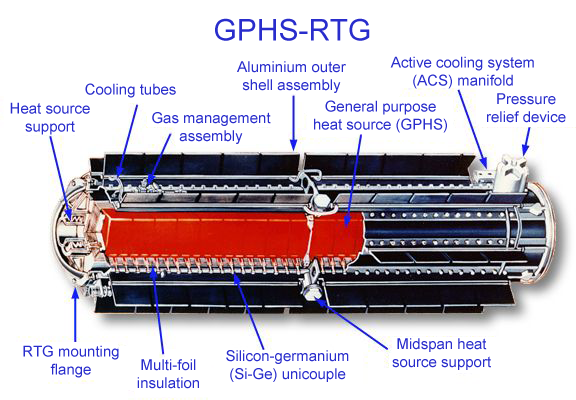
카시니 탐사선에 사용된 RTG 도해

RTG의 디자인은 다른 원자로들보다 간단하게 이루어져 있다: 주요 구성요소는 발전기의 연료인 방사성 동위원소를 담고 있는 튼튼한 용기이며, 이 용기 바깥에는 펠티에-지백 효과를 이용해 열 에너지를 전기에너지로 변환하는 열전대가 자리하고 있으며, 각각의 열전대는 탈열기에 연결되어 있다. 용기안에 저장된 방사성 동위원소의 방사성 붕괴는 열을 방출하고, 이 열은 탈열기에 연결된 열전대를 통하면서 전기를 생산하게 된다.

## 연료
RTG에 사용되는 방사성동위원소들은 다음과 같은 특징을 가져야 한다:
- 반감기가 길어, 에너지를 길고 안정적으로 생산해야 하며, 또한 반대로 반감기가 짧아 필요한 만큼의 열을 생산해야 한다.
- 우주용으로 사용될경우, 방사성 동위원소의 양보다 에너지 밀도가 높아야 한다. 지상에서 사용되어 크기 제한에 들어가지 않는다면 에너지 밀도나 무게는 중요하지 않다.
- RTG에 쓰이는 방사성동위원소는 침투력이 약한 고에너지 알파선을 방출해야 한다. 방사성동위원소가 베타선을 방출하게 되면, 제동복사에 의해 X선을 방출하고 X선을 차폐할 무거운 차폐장치를 구축해야 한다. 또한 감마선이나 중성자선이 나오지 말아야 하며, 또한 붕괴후 생긴 물질에서 방사능을 배출하여서는 안 된다.

대부분 RTG는 플루토늄의 동위원소인 238Pu를 사용하는데, 238Pu의 반감기는 87.7년이다. RTG가 이원소를 사용하면서 1년 동안 연료가 {\displaystyle {0.5}^{1/87.7}}혹은 0.787%가 줄어든다. 그러나, 연료가 줄어드는 것 말고도 발전기의 열전대도 시간이 가면 갈수록 성능이 떨어지게 된다.
첫째와 두 번째 기준에 가까운 방사성 동위원소는 약 30개가 있으며, 여기엔 플루토늄 238, 퀴륨-244 그리고 스트론튬-90이 제일 많이 쓰이는 방사성 동위원소이다. 그러나, 폴로늄-210, 프로메튬-147, 세슘-137, 세슘-144, 루테늄-106, 코발트-60, 퀴륨-242같은 방사성 동위원소도 연구중에 있다. 238Pu, 244Cm, 90Sr은 3가지 조건에 포함되며, 특히 238Pu는 반감기도 87.7년으로 긴 편이며, 2.5mm의 납으로 차폐가 가능하다는 장점이 있다. 238Pu은 RTG에서 제일 많이 쓰이는데, 플루토늄 옥사이드(PuO2)형태로 되어 있으며, 감마선과 중성자선 지수가 낮다는 장점이 있다. 러시아에서 개발한 RTG에는 90Sr이 들어가는데, 스트론튬 90은 에너지 밀도도 낮고, 감마선을 방출하지만 플루토늄-238보다 가격이 싸다는 장점이 있다.

## 이용
첫 번째 RTG는 해군 항행위성 4A에 실린 SNAP 3이다. 최초로 지상에 사용된 RTG중 하나는 1966년 미 해군의 알래스카 페어웨이 락 섬의 주거지에 사용되었다. 이 RTG는 1995년에 제거되기 전까지 계속 전기를 공급하였다.
일반적으로 RTG는 우주선에 사용된다. 원자력 보조 전력체계 프로그램(Systems Nuclear Auxiliary Power Program, SNAP)은 파이어니어 10, 11호, 보이저 1·2호, 갈릴레오, 율리시즈, 카시니, 뉴호라이즌 탐사선 같은 태양전지를 쓸 수 없는 심우주로 가는 인공위성에 사용되었다. 또한 RTG는 바이킹 착륙선의 전력을 공급했으며, 아폴로 12호부터 17호까지 달에 내려놓은 과학실험 장비에도 실렸다. RTG는 님버스 기상위성, 트랜싯 항행위성 그리고 링컨 실험 위성등에 실려 있다. 이와 대조적으로 몇몇 인공위성들은 소련의 RORSAT 시리즈와 미국의 SNAP-10A와 같은 우주용 원자로를 싣기도 했다.
RTG는 우주용에만 쓰인 것이 아니라, 소련에서는 RTG를 동력으로 하는 등대와 항행 비콘을 여럿 만들었다. 이 RTG에는 스트론튬-90 (90Sr)이 쓰이는데, 이건 매우 신뢰성이 높고 일정한 전기를 공급해준다. 그러나, 이 물질은 환경적으로 그리고 보안적으로도 문제가 된다. 등대나 비콘에 설치된 RTG들은 파손이나 도난 우려가 매우 높으며, 몇몇 등대는 취약한 문서관리로 잊혀지게 되었다. 만약 도둑이 방사성동위원소가 들어있는 부분을 열 경우, 치명적인 방사능 오염이 예상된다.
RTG는 또한 알래스카에 있는 미 공군의 Top-ROCK와 Save-Igloo 무인 탐지시설의 전력을 공급하고 있다. 보관됨 2009-02-20 - 웨이백 머신
과거 작은 "플루토늄 전지" (조그마한 238Pu를 동력으로 하는 RTG)가 심장박동조절기에 삽입되었으며, 2004년 약 90개의 심장박동조절기가 아직도 RTG를 사용하고 있다. 만약 이 심장박동조절기를 설치한채로 죽은 후, 심장박동조절기를 제거하지 않고 화장하게 되면, RTG는 엄청난 열을 받게 된다. 그러나, 플루토늄은 이산화물로 되어 있고, 플루토늄이 담긴 용기는 계속 남아 있다. 중요한 건 플루토늄-238이 플루토늄-239보다 더 확산이 잘 되지만, 이산화 플루토늄은 공기중에서 고체로 있으며, 높은 열을 받는다고 해도 공기 중에서 소결되어 버린다.

## 참고자료
- Safety discussion of the RTGs used on the Cassini-Huygens mission.
- Bellona's report on RTG lighthouses.
- Nuclear Power in Space (PDF)
- Detailed report on Cassini RTG (PDF)
- Detailed lecture on RTG fuels (PDF) 보관됨 2013-02-15 - 웨이백 머신
- Detailed chart of all radioisotopes
- Stirling Thermoelectic Generator
- Toxicity profile for plutonium,Agency for Toxic substances and Disease Registry, U.S. Public Health Service, December 1990
- Environmental Impact of Cassini-Huygens Mission.
- Expanding Frontiers with Radioisotope Power Systems (PDF)
- 한국원자력연구원 전자도서관의 RTG 항목 보관됨 2017-12-06 - 웨이백 머신